# Conus saragasae
Espèce
Statut de conservation UICN

 NT  : Quasi menacé
Conus saragasae est une espèce de mollusques gastéropodes marins de la famille des Conidae.
Comme toutes les espèces du genre Conus, ces escargots sont prédateurs et venimeux. Ils sont capables de « piquer » les humains et doivent donc être manipulés avec précaution, voire pas du tout.

## Description
La taille de la coquille varie entre 18 mm et 25 mm. La coquille est conique, avec une spire courte et à peine étagée. Le dessin consiste en trois bandes de brun rougeâtre avec quelques points blancs ; la bande supérieure se trouve sur l'épaule. Entre ces bandes apparaissent d'autres de la même couleur mais réticulées de blanc. Coquille jusqu'à 30 mm. 

## Distribution
Il n'est connu que de la côte ouest de São Vicente et de la côte sud de Santa Luzia. Il s'agit d'un Capverdien. et une espèce à haut risque d'extinction,.

### Niveau de risque d’extinction de l’espèce
Selon l'analyse de l'UICN réalisée en 2011 pour la définition du niveau de risque d'extinction, cette espèce est endémique aux îles du Cap-Vert où elle est limitée à l'île de São Vicente et à l'île voisine de Santa Luzia. Le site de Santa Luzia est protégé, cependant les populations de Sao Vincente sont considérées comme plus menacées et comme elles sont limitées dans leur aire de répartition, l'espèce est évaluée comme quasi menacée.

## Taxonomie

### Publication originale
L'espèce Conus saragasae a été décrite pour la première fois en 1986 par le malacologiste espagnol Emilio Rolán (d) dans « Publicações Ocasionais da Sociedade Portuguesa de Malacologia »,.

### Synonymes
- Africonus saragasae (Rolán, 1986) · appellation alternative
- Conus (Lautoconus) saragasae Rolán, 1986 · non accepté